# Hans Jørgen Boye

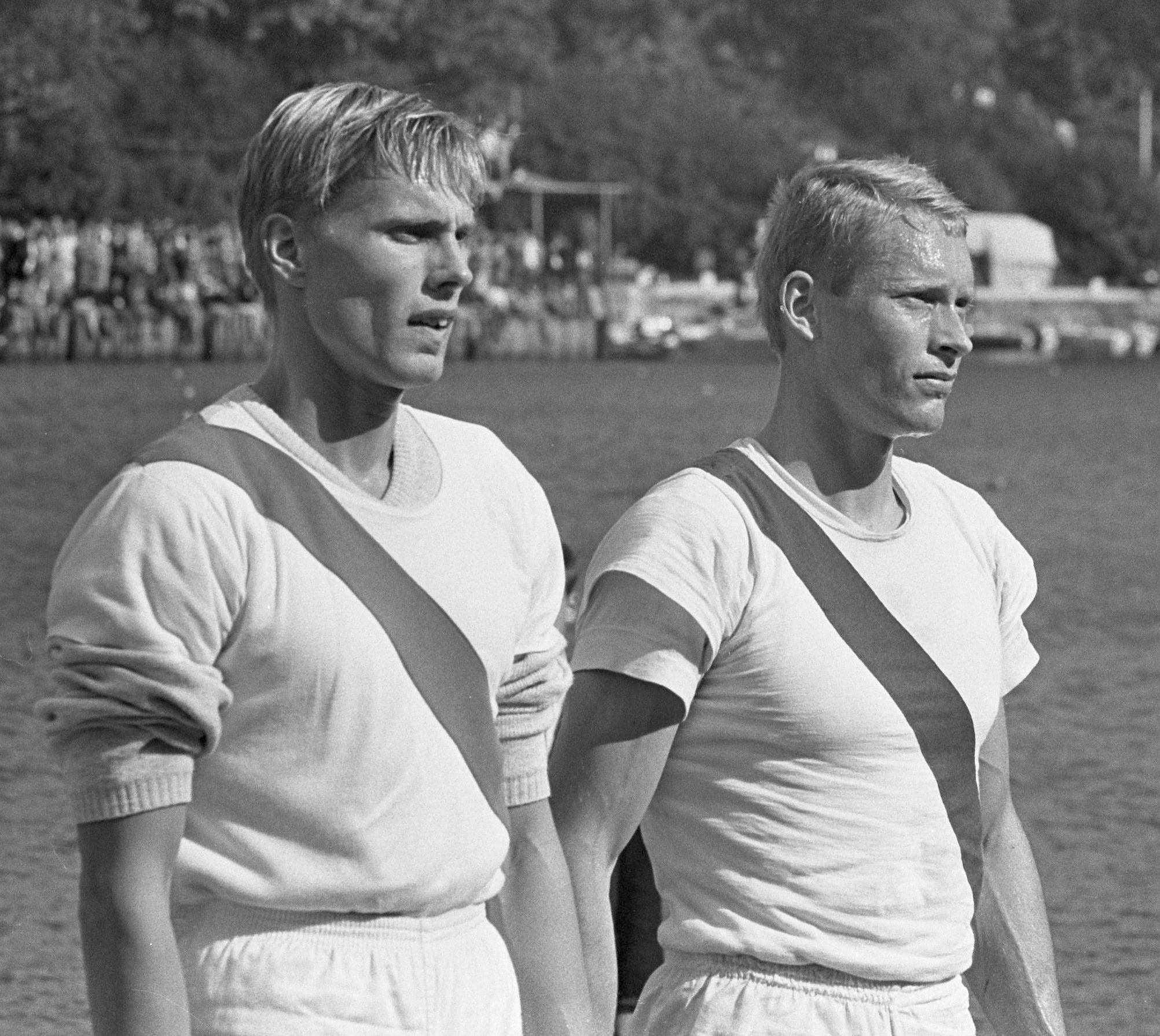
Hans Jørgen Boye (links) und Peter Fich Christiansen als Europameister 1965

Hans Jørgen Boye (* 30. Juni 1942 in Rudkøbing) ist ein ehemaliger dänischer Ruderer.
Der 1,88 m große Boye ruderte für den Lyngby Roklub. Bei den Europameisterschaften 1964 siegten im Zweier ohne Steuermann die Niederländer Ernst Veenemans und Steven Blaisse vor den Deutschen Michael Schwan und Wolfgang Hottenrott, Boye und Peter Fich Christiansen erhielten die Bronzemedaille. In Tokio bei den Olympischen Spielen 1964 siegten die Kanadier George Hungerford und Roger Jackson vor den Niederländern und den Deutschen, hinter dem britischen Zweier belegten die beiden Dänen den fünften Platz. Im nacholympischen Jahr gewannen die beiden Dänen dann den Titel bei den Europameisterschaften 1965 vor den Österreichern Dieter Losert und Dieter Ebner.